# Esgrima nos Jogos Olímpicos de Verão de 1968
As disputas de esgrima nos Jogos Olímpicos de Verão de 1968, na Cidade do México, foram disputadas em oito eventos por cerca de 275 esgrimistas. Os atletas masculinos disputaram seis eventos, dois para cada tipo de arma, enquanto atletas femininas disputaram apenas os eventos de florete.
A União Soviética foi a nação com maior conquista nesta edição, ocupando o primeiro lugar do quadro de medalhas com três medalhas de ouro. No número total, terminou empatada na primeira posição com a Hungria, ambas conquistaram sete medalhas.

## Medalhistas

### Masculino
| Eventos                        | Ouro                                                                                              | Prata                                                                                                  | Bronze                                                                                              |
| Espada                         |                                                                                                   | | |
| Espada individual (detalhes)   | Gyözö Kulcsar HUN Hungria                                                                         | Grigory Kriss URS União Soviética                                                                      | Gianluigi Saccaro ITA Itália                                                                        |
| Espada por equipes (detalhes)  | Csaba Fenyvesi Zoltan Nemere Pál Schmitt Gyözö Kulcsar Pal Nagy HUN Hungria                       | Grigory Kriss Iosif Vitebsky Aleksei Nikanchikov Yuri Smolyakov Viktor Modzalevsky URS União Soviética | Bogdan Andrzejewski Michał Butkiewicz Bogdan Gonsior Henryk Nielaba Kazimierz Barburski POL Polônia |
| Florete                        |                                                                                                   | | |
| Florete individual (detalhes)  | Ion Drîmbă ROU Romênia                                                                            | Jenö Kamuti HUN Hungria                                                                                | Daniel Revenu FRA França                                                                            |
| Florete por equipes (detalhes) | Daniel Revenu Gilles Berolatti Christian Noël Jean-Claude Magnan Jacques Dimont FRA França        | German Sveshnikov Yuri Sharov Vasili Stankovich Viktor Putyatin Yuri Sisikin URS União Soviética       | Witold Woyda Zbigniew Skrudlik Ryszard Parulski Egon Franke Adam Lisewski POL Polônia               |
| Sabre                          |                                                                                                   | | |
| Sabre individual (detalhes)    | Jerzy Pawłowski POL Polônia                                                                       | Mark Rakita URS União Soviética                                                                        | Tibor Pézsa HUN Hungria                                                                             |
| Sabre por equipes (detalhes)   | Vladimir Nazlymov Viktor Sidyak Eduard Vinokurov Mark Rakita Umar Mavlikhanov URS União Soviética | Wladimiro Calarese Michele Maffei Cesare Salvadori Pierluigi Chicca Rolando Rigoli ITA Itália          | Tamás Kovács János Kalmár Péter Bakonyi Miklós Meszéna Tibor Pézsa HUN Hungria                      |

### Feminino
| Eventos                        | Ouro | Prata                                                                                                | Bronze |
| Florete                        | | | |
| Florete individual (detalhes)  | Elena Belova URS União Soviética                                                                          | Pilar Roldán MEX México                                                                              | Ildikó Újlaky-Rejtő HUN Hungria                                                                                   |
| Florete por equipes (detalhes) | Aleksandra Zabelina Tatyana Samusenko Elena Belova Galina Gorokhova Svetlana Tširkova URS União Soviética | Lidia Dömölki-Sakovics Ildikó Bóbis Ildikó Újlaky-Rejtő Maria Jarmy Paula Marosi-Foldesi HUN Hungria | Ecaterina Iencic-Stahl Ileana Gyulai-Drimba-Jenei Maria Vicol Olga Orban-Szabo Ana Dersidan-Ene-Pascu ROU Romênia |

## Quadro de medalhas
| Ordem | País                | Medalha de ouro | Medalha de prata | Medalha de bronze |    | Ordem por total |
| ----- | ------------------- | --------------- | ---------------- | ----------------- | -- | --------------- |
| 1     | URS União Soviética | 3               | 4                |                   | 7  | 1               |
| 2     | HUN Hungria         | 2               | 2                | 3                 | 7  | 1               |
| 3     | POL Polônia         | 1               |                  | 2                 | 3  | 3               |
| 4     | FRA França          | 1               |                  | 1                 | 2  | 4               |
| 4     | ROU Romênia         | 1               |                  | 1                 | 2  | 4               |
| 6     | ITA Itália          |                 | 1                | 1                 | 2  | 4               |
| 7     | MEX México          |                 | 1                |                   | 1  | 7               |
| TOTAL | TOTAL               | 8               | 8                | 8                 | 24 | —               |

## Nações participantes
No total, 275 esgrimistas (217 homens e 58 mulheres) representando 34 nações competiram nos eventos de esgrima dos Jogos Olímpicos de 1986:
| - ARG Argentina (10) - AUS Austrália (5) - AUT Áustria (5) - BEL Bélgica (3) - BRA Brasil (4) - CAN Canadá (5) - CUB Cuba (13) - GDR Alemanha Oriental (4) - EGY Egito (4) - FRA França (20) - GBR Grã-Bretanha (17) | - HUN Hungria (20) - IRL Irlanda (4) - ITA Itália (19) - JPN Japão (5) - LIB Líbano (3) - LUX Luxemburgo (1) - MEX México (14) - AHO Antilhas Neerlandesas (3) - NOR Noruega (2) - PAR Paraguai (1) - PER Peru (1) - POL Polônia (20) | - POR Portugal (4) - PUR Porto Rico (1) - ROU Romênia (10) - URS União Soviética (20) - SWE Suécia (6) - SUI Suíça (5) - USA Estados Unidos (20) - URU Uruguai (1) - VEN Venezuela (4) - VIE Vietnã (1) - FRG Alemanha Ocidental (20) |